# 阿部義宗
阿部 義宗（あべ よしむね、1886年（明治19年）12月3日 - 1980年（昭和55年）3月1日）は、日本の牧師・教育者。青山学院第6代院長。
日本メソジスト教会の初代監督の本多庸一は伯父。

## 生涯

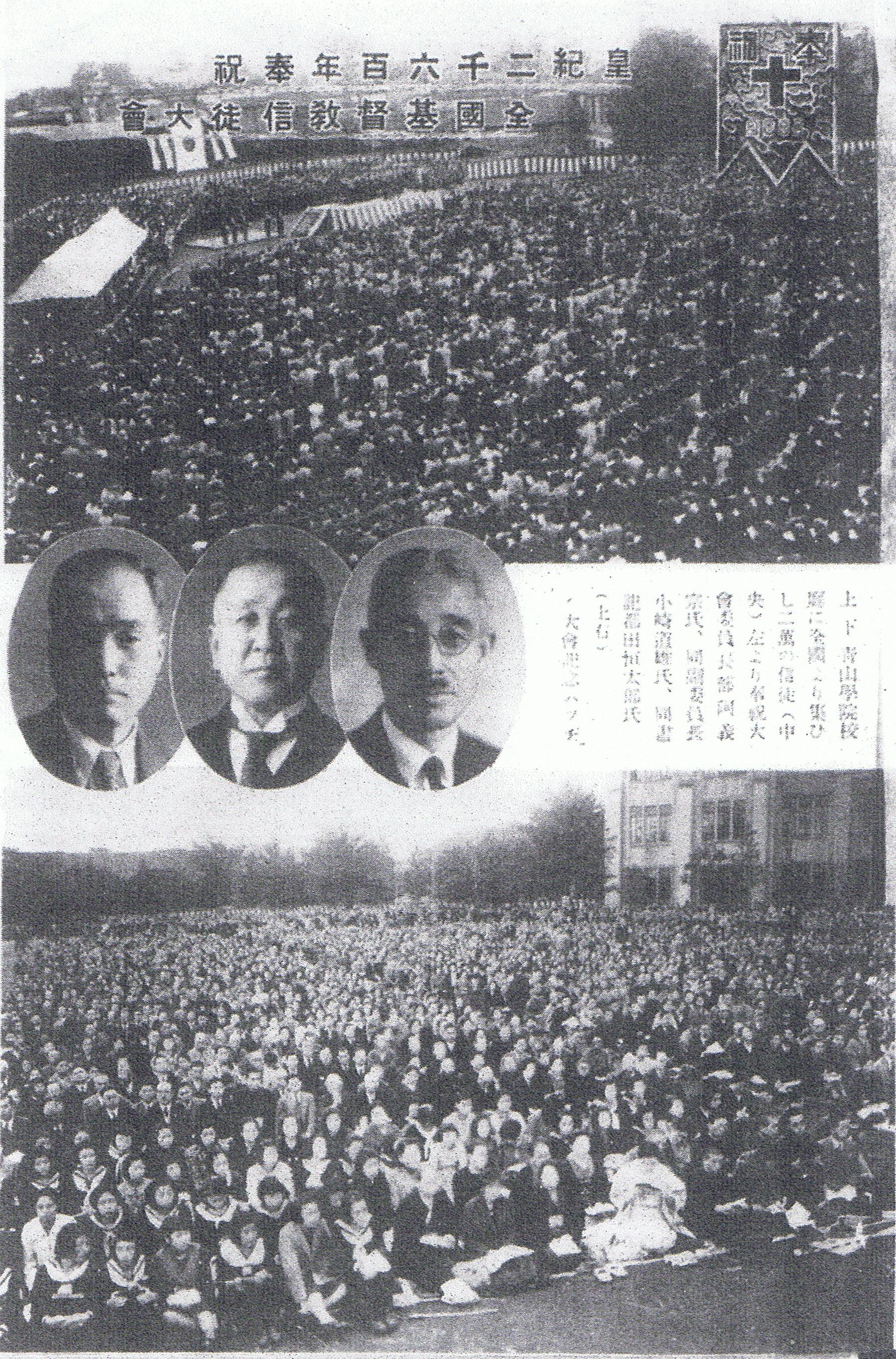
皇紀二千六百年奉祝全国基督教信徒大会委員長（写真中央右）

弘前市に生まれる。母親は本多庸一の妹で、中田重治の近所に住んでいた。阿部の母親は、暴れん坊だった6,7歳頃の中田少年によく水をかけられていた。1901年（明治34年）8月中田重治が聖書学校の修養生たちで大伝道団を編成して、弘前で伝道集会をした時に、中田の説教を聴いて入信を決意する。
1905年（明治38年）、青森県立第一中学校を卒業する。1912年、青山学院高等科、および青山学院神学部を卒業する。その後、アメリカとカナダに留学する。ニュー・ウエストミンスター大学卒業、ドルー神学校卒業、ニューヨーク大学大学院修了。
1915年（大正4年）に青山学院の教師になり、英語、社会学、神学を教えた。1923年（大正12年）中学部の部長だった時に、関東大震災が発生する。当時の院長石坂正信と共に、被災者の救済に尽くす。
1933年（昭和8年）、石坂正信が院長を引退することになり、米山梅吉に後任の打診があったが、米山は固辞した。米山は代わりに阿部を推薦した。これにより、青山学院第6代院長に就任する。
同年10月にホーリネス分裂事件が発生する。日本ホーリネス教会監督中田重治は阿部と松山常次郎に、そして車田秋次ら委員会側は、渡辺善太と星島二郎らに和協委員を依頼する。阿部はホーリネス分裂事件の事態の収拾のために尽力する。阿部らの和解の努力が実り1935年ホーリネス教会は和協分離に至る。1935年11月28日に鉄道ホテルで開かれた和協午餐会に和協委員の一人として出席する。また、12月21日に青山学院神学部講堂を会場として、和協報告感謝会が開かれた。出席した阿部は30年前に中田重治によって信仰に入った思い出を語った。1936年4月の中田派の団体のきよめ教会の発会式に、日匹信亮、松山常次郎らと出席した。中田が亡くなるまで親しく関わる。1936年9月24日に中田重治が死去する。9月18年聖書学院で開かれた中田の葬儀で弔辞を読む。
1937年（昭和12年）青山学院緑岡小学校、幼稚園を開設する。1939年（昭和14年）に青山学院院長を退任して、日本メソジスト教会監督に就任する。
1940年（昭和16年）10月17日の神嘗祭の日に青山学院で開催された皇紀二千六百年奉祝全国基督教信徒大会の委員長を務める。また説教で、日本のキリスト教徒は新天新地の黙示を見ている。皇紀二千六百年の皇運を喜ぶ集まりであると共に、日本のキリスト教の歴史におけるペンテコステである。教会合同の黙示は、日本独自の神の恩寵である、と述べた。1941年に日本基督教団が成立すると総会議長に就任する。1941年（昭和16年）4月に遣米平和使節団として、小崎道雄、松山常次郎、賀川豊彦らと共に訪米する。4月20日-4月25日に開催されたリバーサイド日米キリスト者会議で日本のキリスト教会を代表して、アメリカの教会に「アメリカ教会への感謝状」をおくった。戦争回避に尽力するが、12月8日に日米開戦となった。
戦後は引揚者団体全国連合会委員長に推され、第1回参院選に日本社会党公認で出馬するも落選。1953年（昭和28年）にキリスト教会関係の職を全てを辞して本多記念教会を設立する傍ら、民主社会主義連盟理事となるなど、以後は宗教より社会運動に活動の軸足を移す。1978年（昭和53年）にキリスト教功労者を受賞。1980年（昭和55年）に一牧師として死去する。墓所は小平霊園（青山学院墓地）。

## 著書

### 単著
- 『献身・献金』日曜世界社、1931年5月。
- 『宗教英詩十二講』基督教出版社、1932年11月。
- 『本多庸一』日本基督教協議会〈文書事業部第三期伝道トラクト No.6〉、1955年。
- 『遺稿集』阿部義一、1981年4月。

### 編集
- 釘宮辰生『求道者指導信仰要義』日本メソヂスト教会伝道局、1930年10月。
- 『日本におけるキリスト教学校教育の展望と課題』 Ⅰ、基督教学校教育同盟、1958年。
- 『日本におけるキリスト教学校教育の展望と課題』 Ⅱ、基督教学校教育同盟、1959年。
- 『日本におけるキリスト教学校教育の展望と課題』 Ⅲ、基督教学校教育同盟、1960年。
- 『日本におけるキリスト教学校教育の展望と課題』 Ⅳ、基督教学校教育同盟、1962年。

### 翻訳
- ブレーン・イ・カルバトリック『共励会事業』日本メソヂスト教会共励局、1927年12月。
- フレデリッヒ・ローフス『イエスは神か人か 基督論の諸問題』文川堂書房、1930年4月。